# St.-Petri-Kirche (Steinwedel)

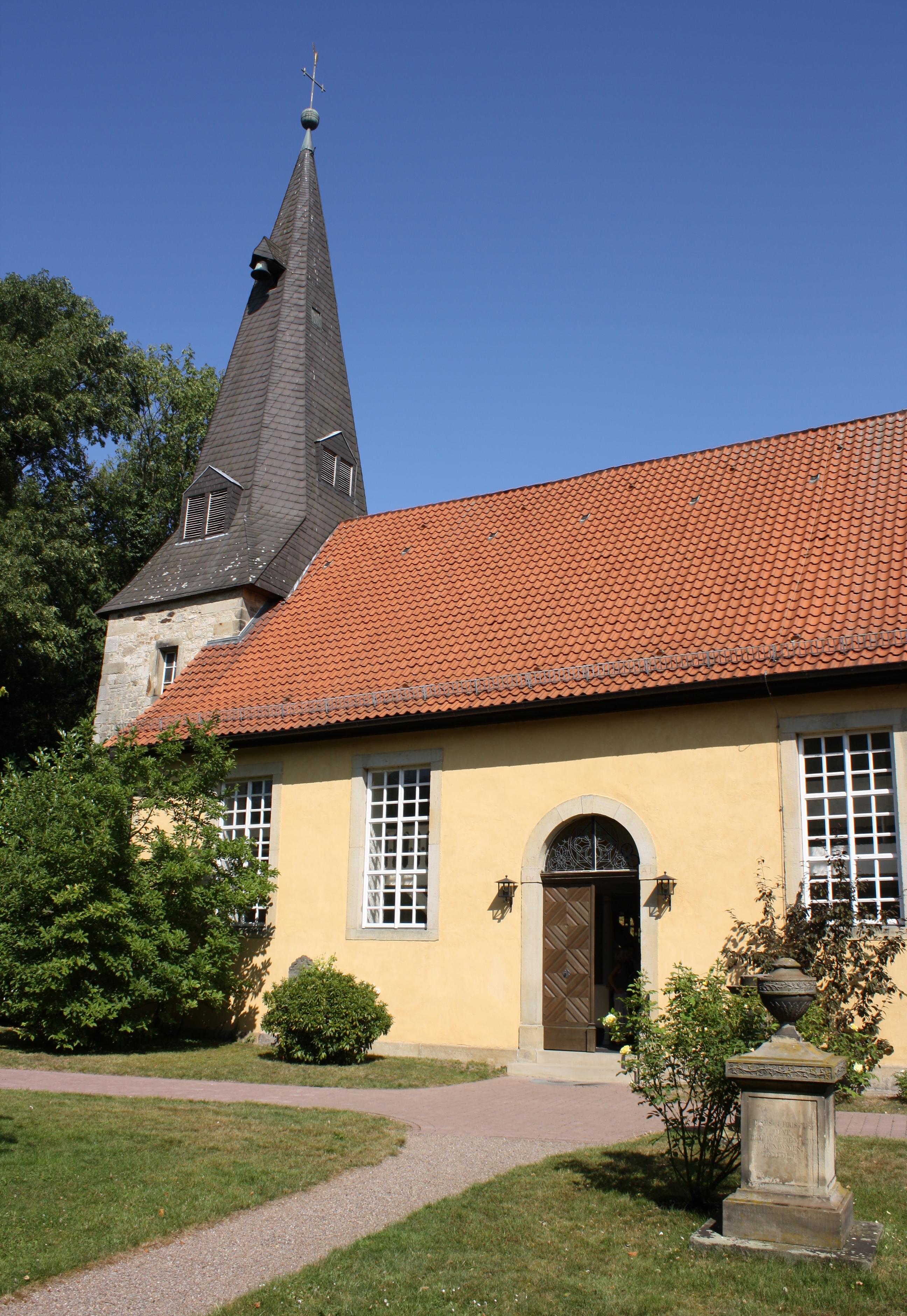
St.-Petri-Kirche Steinwedel

Die Petrikirche ist die evangelisch-lutherische Kirche von Steinwedel, einem Ortsteil der Stadt Lehrte in der Region Hannover (Dorfstraße 9). Die vormals bestehende gleichnamige Kirchengemeinde gehört heute zur Gesamtkirchengemeinde Lehrte und zum Kirchenkreis Burgdorf. Die frühere Gemeinde umfasste die Dörfer Steinwedel, Aligse, Kolshorn (seit 1979) und Röddensen (seit 1979). Bis 1901 gehörte auch Immensen zur Gemeinde.

## Geschichte

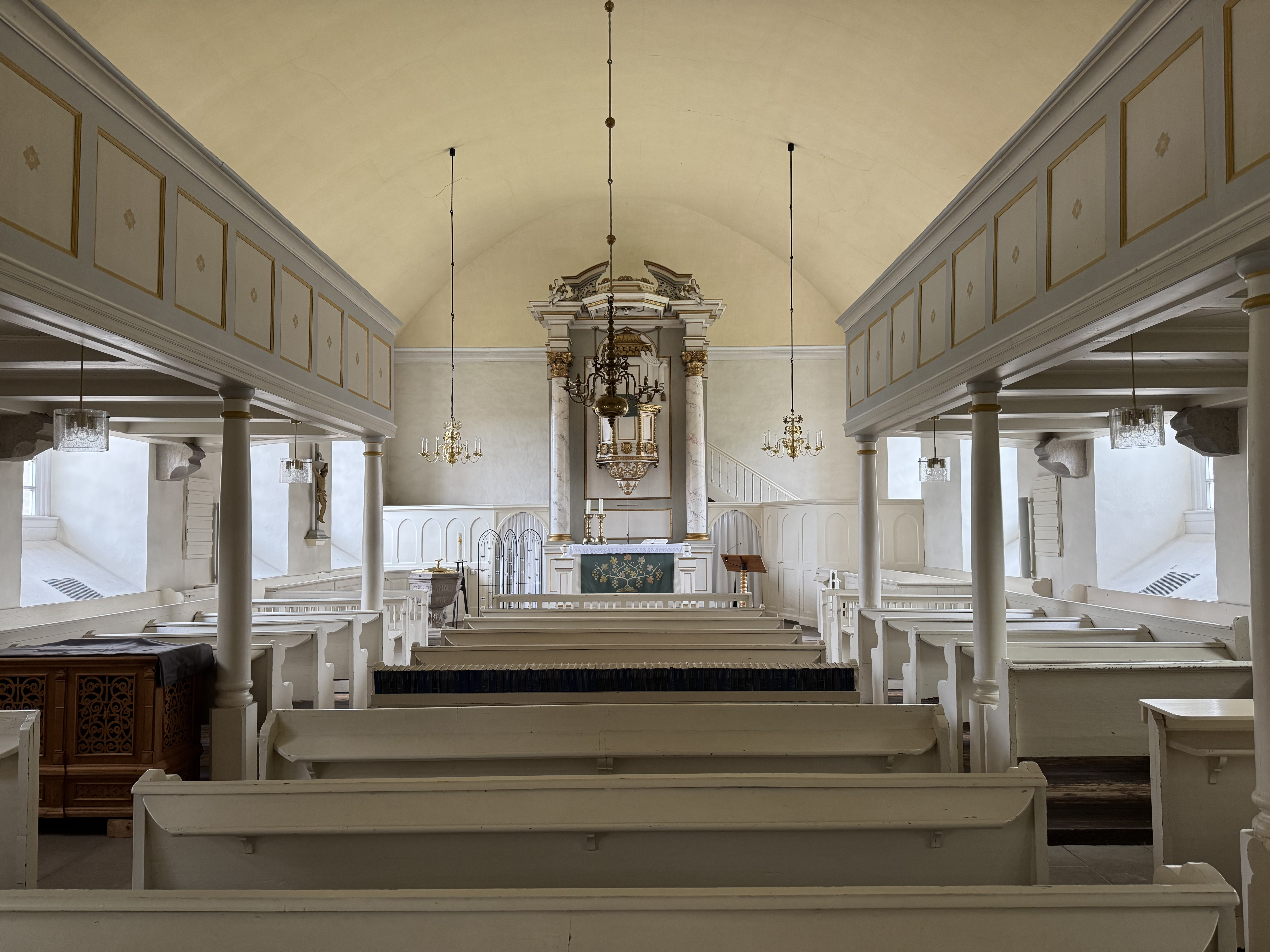
Innenraum (2025)

Die Geschichte der Kirche reicht weit vor das 15. Jahrhundert zurück. Eine Urkunde weist eine Kirche für das Jahr 1302 nach. Hier erklärte der Abt des Hildesheimer Michaelisklosters gegenüber dem Bischof Siegfried den Streit für beendet und verzichtet auf das Patronatsrecht über die Kirche in „Stenwede“. Bis 1352 gehörten auch die Bürger von „Lerethe“ (dem heutigen Lehrte) zum Parochialverband der Steinwedeler Kirche. Der Turm im Westen des Bruchsteinkirchbaus datiert auf das Jahr 1414 und ist ein Nachfolger eines früheren Kirchturms. Um 1530–1535 wurde die Reformation eingeführt. Der 1626/1627 durch Truppen Tillys niedergebrannte Kirchbau aus dieser Zeit wurde nach den Verheerungen und Zerstörungen des Dreißigjährigen Kriegs 1662 völlig erneuert. Diese Jahreszahl findet sich auf der Wetterfahne. Auf der Giebelseite sind die beiden Buchstaben „A“ und „F“, die Initialen des damaligen Pastors Andreas Franke. Das gesamte Kirchenschiff wurde 1751 abgerissen und in den Jahren 1752 und 1753 von Grund auf neu errichtet durch den königlichen Festungsbaumeister Lippold. Der tonnengewölbte Saalbau bekam ein abgewalmtes Satteldach. „Der Altar mit eingebauter Kanzel nebst Schalldeckel zum neuen Gotteshause wurde vom Tischlermeister Rühring und dem Ma[l]er Henning Jäger aus Celle verfertigt. Es wurde der Altar in der Neuenhäuser Kirche vor Celle zum Modell genommen.“ Der Kanzelaltar (mit Umgang) wird von zwei Säulen flankiert. Bekrönt wird der Kanzelaltar von einer Christusfigur und einem Baldachin. Die Farbgebung mit gebrochenem, cremefarbenem Weiß ist historisch. Der sechseckige und reichverzierte Taufstein ist von 1636.
1802 bekam die Kirche eine von C. A. Becker in Hildesheim gegossene Glocke. Wandmalereien und Bleiglasfenster aus dem 19. Jahrhundert sind heute nicht mehr vorhanden. 1844 wurde eine Uhr angebracht.
Bei der Sanierung von 1981 bis 1985 wurden auch die Dachgauben des Schiffs entfernt.

## Orgel

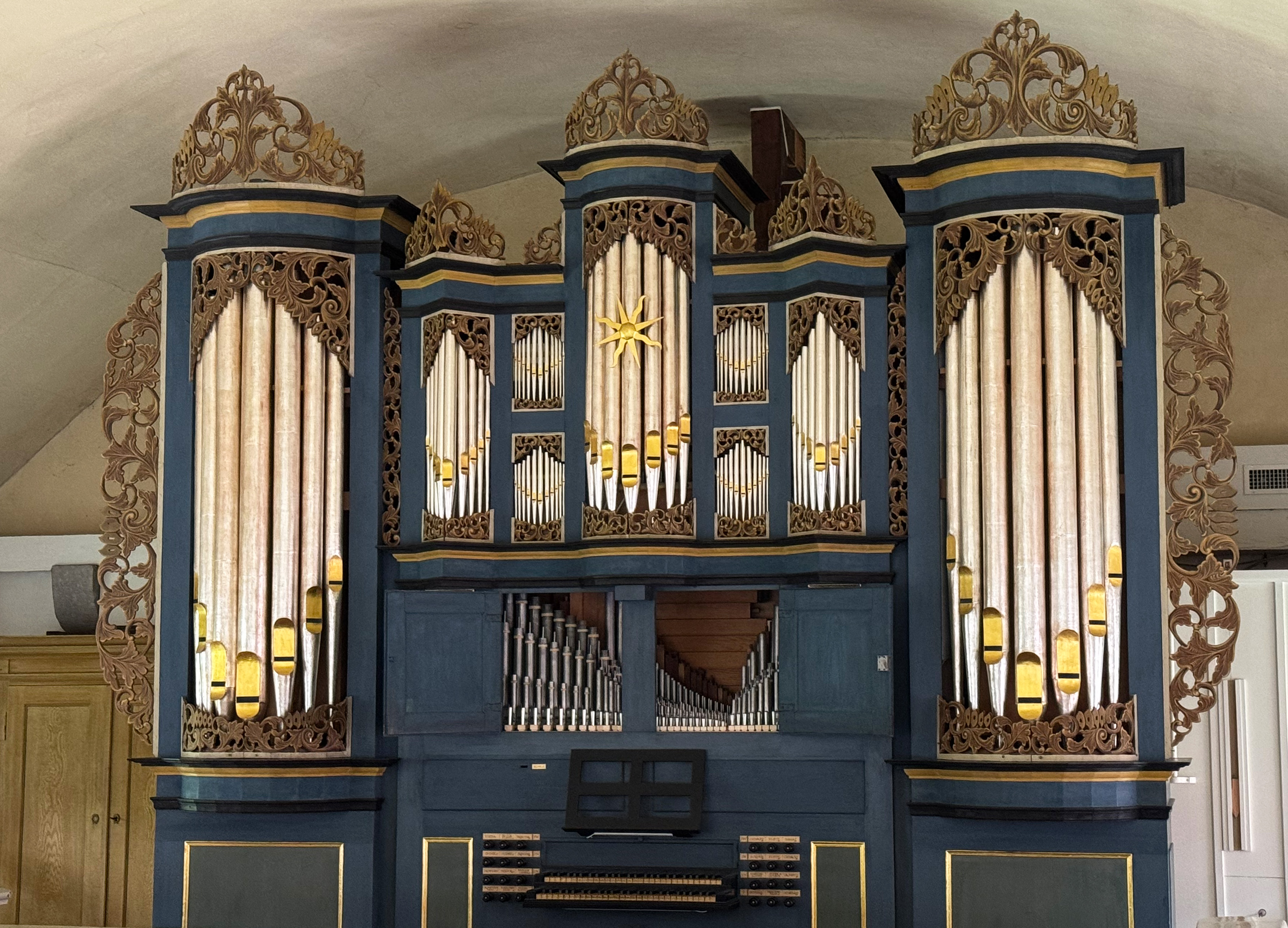
Wegscheider-Orgel von 1995 im historischen Prospekt

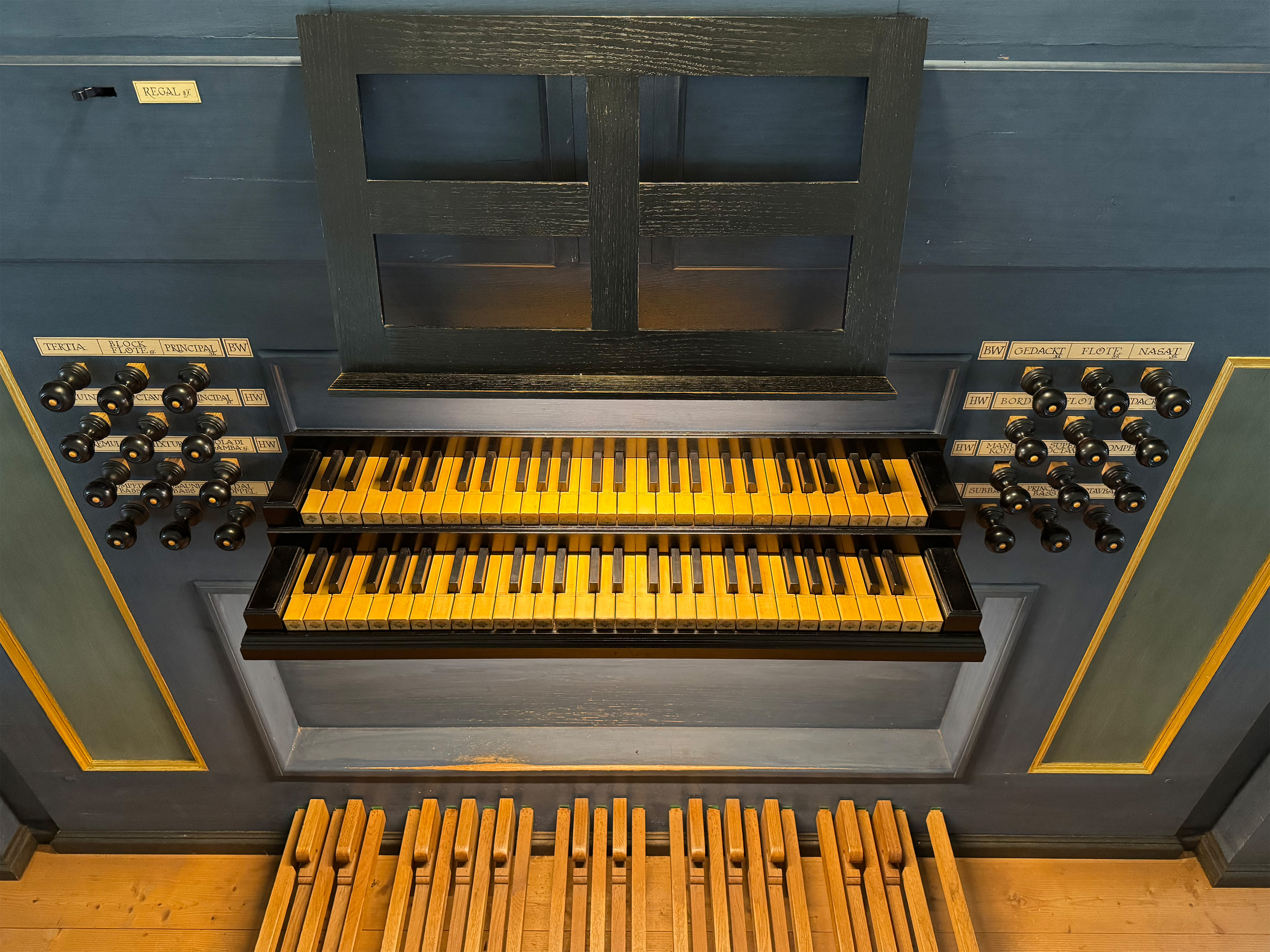
Spieltisch der Orgel

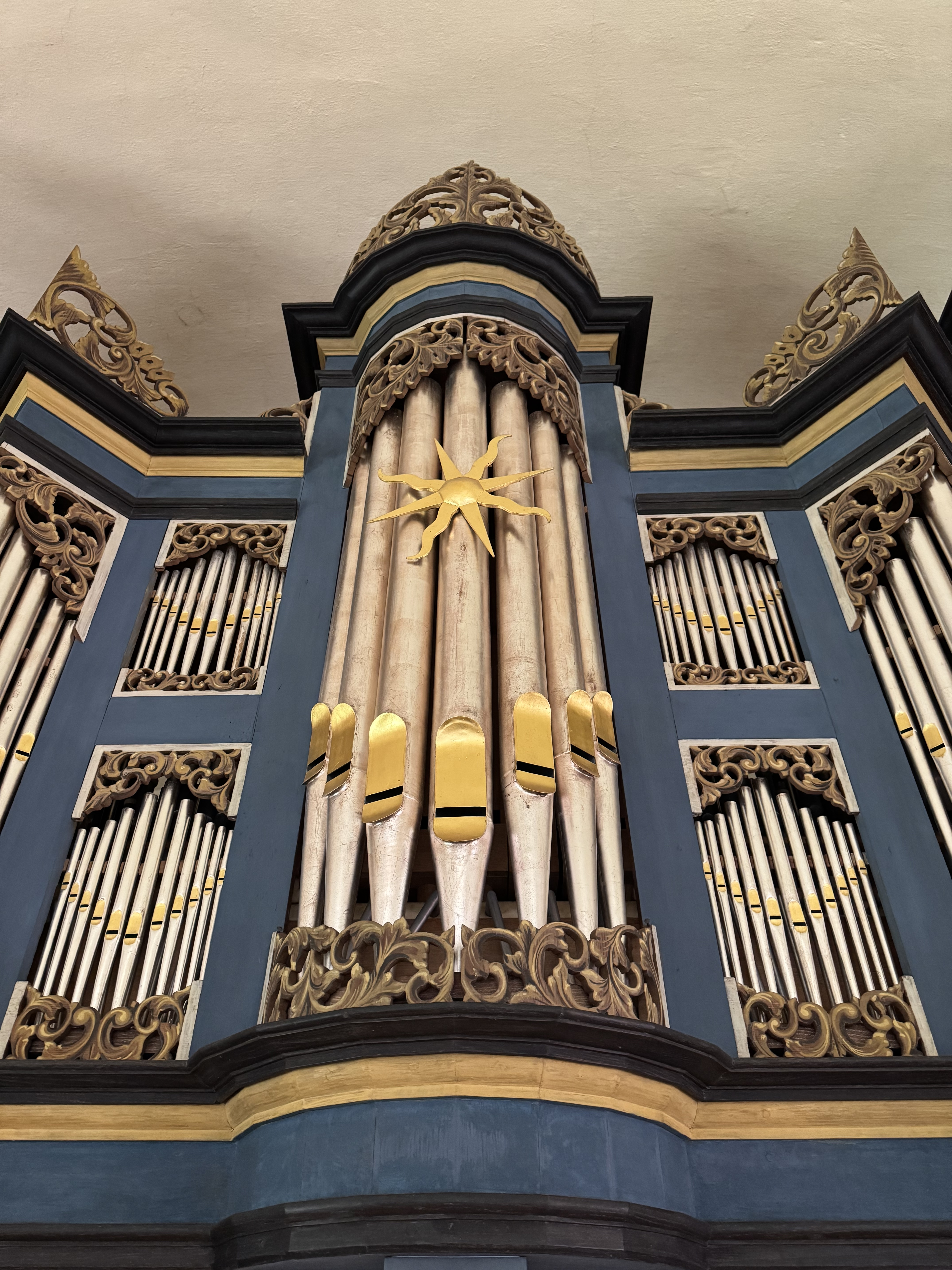
Versilberte und vergoldete Prospektpfeifen

1769 baute der Orgelbauer Johann Andreas Zuberbier aus Rinteln eine neue Orgel für die Kirche in Steinwedel mit 17 Registern auf zwei Manualen und Pedal mit mechanischer Traktur und Schleifladen. Dabei verwendete er ein bereits bestehendes, ca. 50 Jahre älteres Orgelgehäuse der Vorgängerorgel oder einer anderen Orgel. Ursprünglich standen die Pedaltürme separat neben dem Hauptgehäuse oder waren in die Emporenbrüstung integriert. Johann Andreas Zuberbier fügte die einzelnen Gehäuseteile neu zusammen. Der Tonumfang der Orgel war C,D-c3 im Manual und C,D-c1 im Pedal.
1841 Erfolgte eine grundlegende Instandsetzung und einige Änderungen durch Heinrich de Berger aus Peine und im Jahr 1883 ein Neubau der Orgel durch Philipp Furtwängler & Söhne (Op. 208) aus Elze mit 20 Registern auf zwei Manualen und Pedal mit mechanischer Traktur und Kegelladen, ebenfalls hinter dem historischen Prospekt. Dabei wurden zahlreiche Pfeifen der alten Zuberbier-Orgel wiederverwendet. Die neuen großen Hauptwerks-Windaden fanden in den Pedaltürmen und teilweise an der Stelle des alten Brustwerks Platz, die originalen Prospektpfeifen wurden dadurch stumm. Das zweite Manual wurde oben hinter dem Hauptwerk aufgestellt. Die Orgel erhielt ein hinter der Orgel stehendes Pedalwerk und einen seitlich stehenden neuen Doppelfaltenmagazinbalg sowie einen neuen Anstrich.
Weitere Umbauten fanden in den Jahren 1910 und 1919 statt sowie eine Dispositionsänderung nach neobarocken Klangidealen in den Jahren nach 1958.
1995 erfolgte ein Neubau der Orgel durch Orgelbauer Kristian Wegscheider aus Dresden (Op. 18) unter Verwendung der historischen Teile von Zuberbier und Furtwängler mit 20 Registern (geplant waren 22) auf zwei Manualen und Pedal mit mechanischer Traktur und Schleifladen. Das historische Gehäuse wurde ebenfalls beibehalten. Zwei Register blieben, vermutlich aus Kostengründen, zunächst vakant (Trompetenbass 8′ im Pedal und Regal 8′ im Brustwerk). Das Hauptwerk wurde aufgeteilt auf drei Windladen: Zwei schmalere Windladen mit je acht Kanzellen (zuzüglich Pedalkoppelkanzellen) in den Pedaltürmen, dritte Lade für die Töne e-f3 an der Stelle der früheren Hauptwerkslade. Die alten Prospektpfeifen von Zuberbier in den Pedaltürmen sind nun Teil des Principal 8′ des Hauptwerks. Das Pedalwerk wurde wie bei Furtwängler hinter der Orgel aufgestellt und behielt einige Pedalregister von Furtwängler. Der Tonumfang der Orgel wurde erweitert auf C-f3 im Manual und C-f1 im Pedal. Wiederhergestellt wurden die historischen Farbgebung des Gehäuses in Kaseintempera und die Versilberung und Vergoldung der Prospektpfeifen.
2020 und 2021 wurden die vakanten Register Regal 8′ im Brustwerk (2020) und Trompetenbass 8′ im Pedal (2021) durch Kristian Wegscheider aus Dresden ergänzt. Die Orgel hat nun 22 Register.
Die Disposition lautet:
| I Hauptwerk C–f3 |        |     |
| Bordun           | 16'    | W   |
| Principal        | 08'    | Z   |
| Flöte            | 08'    | Z   |
| Viola di Gamba   | 08'    | W   |
| Octave           | 04'    | W   |
| Gedackt          | 04'    | Z/W |
| Quinte           | 03'    | Z/W |
| Superoktave      | 02'    | Z/W |
| Mixtur V         | 01 ⁄3' | Z/W |
| Trompete         | 08'    | W   |

| II Brustwerk C–f3 |        |     |
| Gedackt           | 8'     | Z   |
| Principal         | 4'     | W   |
| Flöte             | 4'     | Z/W |
| Nasat             | 3'     | W   |
| Blockflöte        | 2'     | W   |
| Tertia            | 1 3⁄5' | W   |
| Regal             | 8'     | W   |

| Pedal C–f1    |     |        |
| Subbass       | 16' | 0F     |
| Principalbass | 08' | 0F     |
| Octavbass     | 04' | 0F     |
| Posaunenbass  | 16' | 0Z/F/W |
| Trompetenbass | 08' | 0W     |

- Koppeln:
  - Manualkoppel: II/I (als Registerzug, Wippenkoppel zwischen den Manualtasten)
  - Pedalkoppel: I/P (als Registerzug, separate Koppelventile im Hauptwerk)
- Spielhilfen: Tremulant für die Manualwerke
- Stimmung: wohltemperiert Wegscheider
- Tonhöhe: a1 = 440 Hz bei 20 °C

Anmerkungen
Z = Zuberbier 1769
F = Furtwängler 1883
W = Wegscheider 1995 (bzw. 2020/21)

## Denkmalschutz
Die Kirche ist wegen der geschichtlichen und städtebaulichen Bedeutung seit 1985 als Denkmal ausgewiesen. Das Niedersächsische Landesamt für Denkmalpflege begründet dies mit der ortsgeschichtlichen sowie bau- und siedlungsgeschichtlichen Bedeutung.

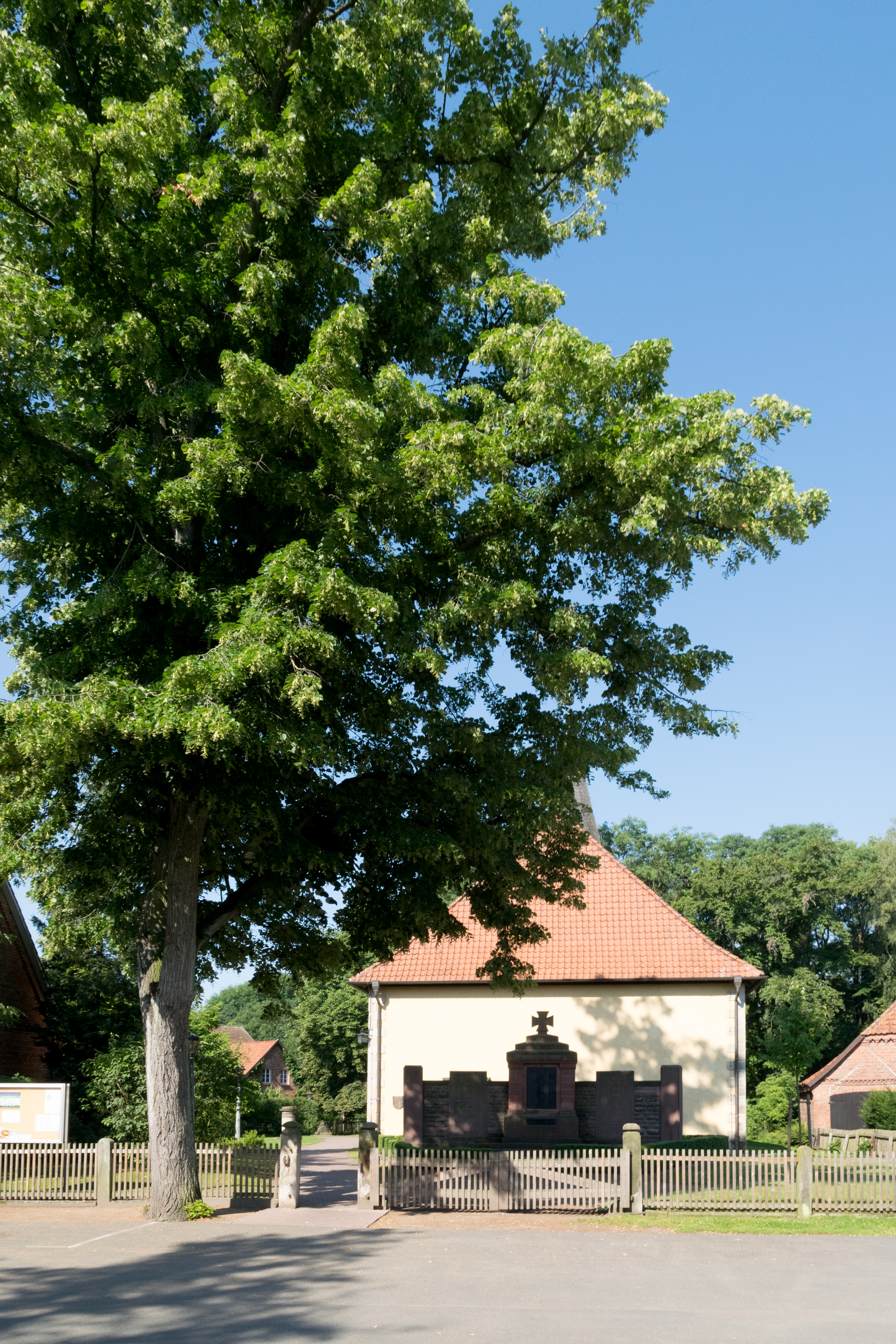
Linde mit Ehrenmal

## Umgebung: Kirchhof, Friedhof und Gefallenendenkmal
Der umgebende Kirchhof wurde bis in die Mitte des 18. Jahrhunderts als Friedhof der Gemeinde genutzt. Der heutige Friedhof befindet sich südöstlich auf der anderen Seite der Dorfstraße. Der Kirchhof hat alte Grabsteine, der Friedhof bemerkenswerte Grabskulpturen und eine historische Friedhofsmauer aus Backstein.
An der Ostseite der Kirche findet sich das große, 1921 erbaute Gefallenendenkmal mit Eisernem Kreuz auf dem Zentralstein ähnlich einer Ädikula zur Erinnerung an die Gefallenen des Ersten Weltkriegs und zur Mahnung. Nach 1945 wurden zwei Wangensteine mit den Namen der Gefallenen des Zweiten Weltkriegs angebracht. Durch den prägenden Einfluss auf die Kirchhofgestaltung kommt dem Mahnmal auch Denkmalcharakter zu.
Unmittelbar neben der Kirche mit der Adresse Dorfstraße 7 findet sich das Pfarrhaus und die Pfarrscheune, die beide ebenfalls denkmalgeschützt sind.